# Thorsten Skringer

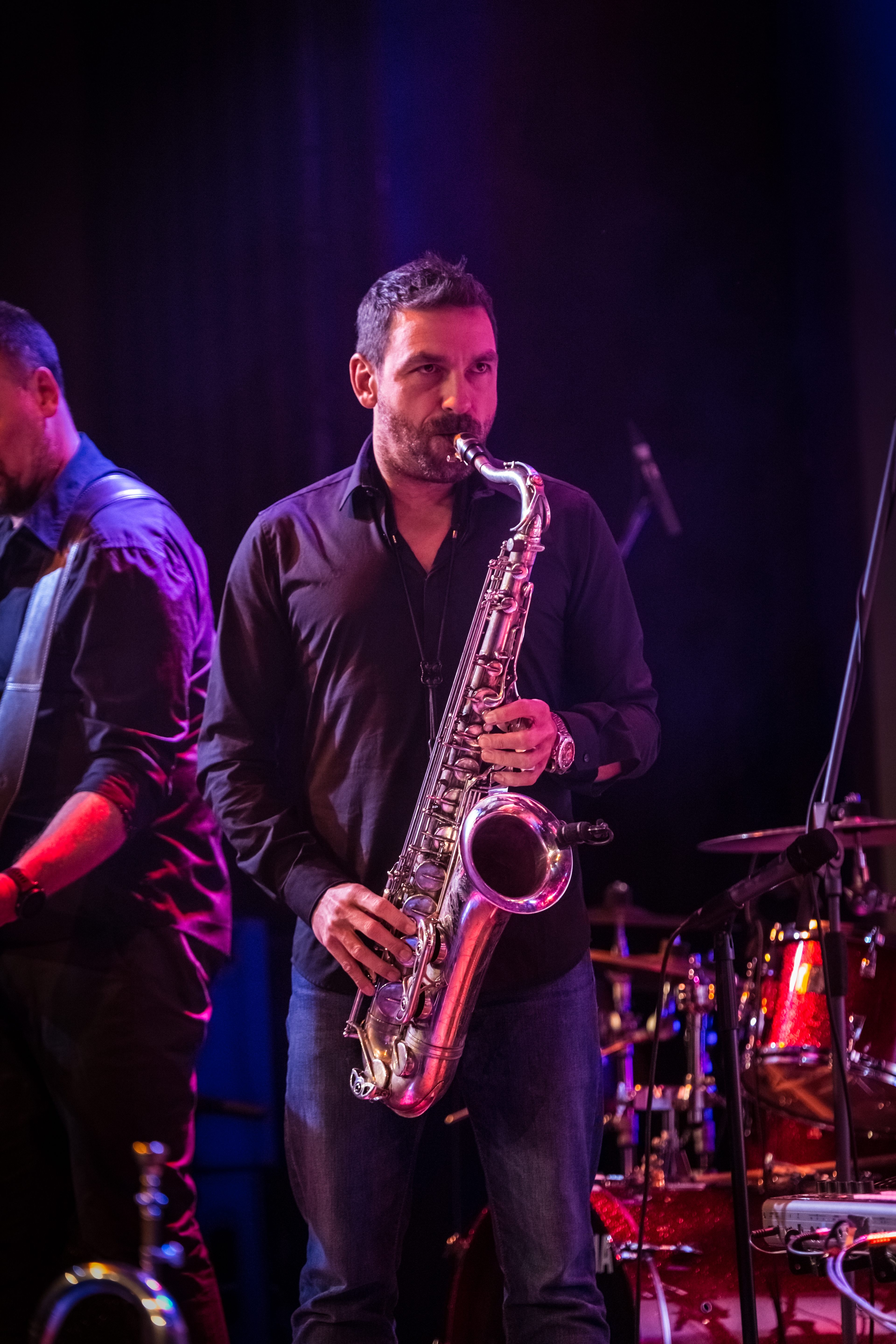
Skringer (Leverkusener Jazztage 2017)

Thorsten Skringer (* 1975 in Dingolfing) ist ein deutscher Saxophonist, der als Mitglied der Band Heavytones bekannt ist.

## Leben
Skringer wuchs in Bodenmais auf und lernte bereits mit sieben Jahren Klarinette und mit 14 Jahren Saxophon zu spielen. Im Alter von 18 Jahren ging er an die Neue Jazzschool München, um dort Saxophon zu studieren; mit 20 absolvierte er dort sein Diplom. Es folgten erste Auftritte mit Soulkitchen, den Weather Girls und eigenen Projekten. Auch mit den Bands Soulkitchen, Ear Force Bigband, Der fünfte Mann,  sowie als Mitglied der Begleitband Herbert Grönemeyers ging er auf Tour.
Seit 2009 ist er Mitglied der Band Heavytones, die prominent bis 2024 die Show TV total musikalisch begleitete. So spielte er in der Sendung mit zahlreichen Stars wie Lionel Richie oder Jamie Cullum Skringer gründete 2011 das Saxcamp Bayerischer Wald. und war 2011 bis 2013 Teil der deutschen Vorentscheide zum Eurovision Song Contest. Weiterhin ist er auf Alben von Earforce, Rüdiger Baldauf, Claudia Jung und Karl Frierson zu hören. Seit 2021 ist er unter anderem mit Bandleader Wolfgang Dalheimer Teil der Studioband in der Show Let the Music Play, einer Neuauflage von Hast Du Töne?. Insgesamt wurden 2 Staffeln ausgestrahlt mit fast 100 Shows.
2023 und 2024 bestritt Thorsten Skringer als Live Solo Saxophonist die Tournee Das ist Los mit Herbert Grönemeyer sowie die Jubiläumskonzerte zu 40 Jahre Bochum. Von September 2024 bis Juni 2025 spielte er als Teil der Heavytones in der Show Du gewinnst hier nicht die Million von Stefan Raab bei RTL.

## Werke

### Teilnahme an Fernsehshows
- 2010; 2011; 2015: Wok-WM (ProSieben)

### Bücher
- Sax Clinics: Der Weg zum perfekten Rhythmusgefühl, PPVMedien, Bergkirchen 2008, ISBN 978-3-932275-66-1.
- Funky Sax Solos: So konzipierst du dein Solo. So findest du deinen eigenen Song. So begeisterst du dein Publikum, PPVMedien, Bergkirchen 2009, ISBN 978-3-937841-93-9.
- Das große Buch für Saxophone, Voggenreiter, Bonn 2016, ISBN 978-3-8024-1055-0.

### Alben
- 2007: Over the Line
- 2008: Live in der Badeanstalt
- 2009: Jazzmachine: Moongroove
- 2015: Heavytones: Songs That Didn’t Make It to the Show
- 2021: Aerosoul Power